# Luna–17
A Luna–17 (oroszul: Луна–17) szovjet holdszonda, amely először juttatott a Hold felszínére önjáró űreszközt, a Lunohod–1 holdjárót.

## Küldetés
Feladata a holdjármű szállítása, a Hold felszínére juttatása, a holdjármű aktivizálása, az előírt kutatási program teljesítése, nagy területről részletes panorámafelvételeket készíteni, mérni a talaj fizikai-mechanikai tulajdonságait, kémiai összetételét, lézer-távméréseket elősegíteni, röntgentávcsöves és kozmikus sugárzási vizsgálatok végrehajtása.

## Jellemzői
Építette a Lavocskin-tervezőiroda.
1970. november 10-én a Bajkonuri űrrepülőtérről egy D blokkal felszerelt Proton–K (8K78K) hordozórakétával állították alacsony Föld körüli parkolópályára. A Föld körüli pálya periódusa 88,4 perc, inklinációja 1,6° volt. Perigeumaa 187 km, apogeuma 205 km volt. Az utolsó fokozat hajtóművének újraindításával segítették elérni a szökési sebességet. Három ponton stabilizált (Föld-, Hold- és Nap-központú) űreszköz. Hasznos tömege 5600 kilogramm.
November 12-én a Földtől 223 000 kilométerre, illetve november 14-én 356 000 kilométerre végeztek pályamódosítást.
November 15-én a fékezőhajtóművekkel biztosították a Hold körüli pályára állást.
Pályaadatok: 141 fokos hajlásszög, 1 óra 56 perces keringési idejű, periszelénium (a Holdhoz legközelebb eső pontja, első forgásnál: 85 kilométer), aposzelénium (a Holdtól legtávolabb eső pontja, első forgásnál 85 kilométerrel körpályát alkotott.
November 16-án pályakorrekciót végeztek a leszállás előkészítéséhez.
Pályaadatok: 141 fokos hajlásszög, periszelénium (a Holdhoz legközelebb eső pontja, első forgásnál: 19 kilométer), aposzelénium (a Holdtól legtávolabb eső pontja, első forgásnál 85 kilométer) pályát alkotott.
November 17-én további fékezési manőverek segítségével a leszállóegység megérkezett az Esők-tengerének (Mare Imbrium) nevezett medencébe.
A leszállóegység tömege 1836 kilogramm, szerkezete két részből, az univerzális szállítóegységből és ennek tetején elhelyezett, 756 kilogramm tömegű holdrobotból állt. Első alkalommal juttattak a Hold felszínére önjáró berendezést, a holdautót. A leszállást követően 2,5 órával a Lunohod–1 legördült a szállítegység vezetősínjein, előbb 1,2 méterre, majd 20 méterre (később 1,5 kilométerre) eltávolodva a leszállóegységtől megkezdte önálló kutatómunkáját.
A leszállóegység részei a fékező-leszálló, az állványzat és a visszatérő egység. Minden egység energiaellátását kémiai akkumulátorok biztosították. A fékező-leszállóegység: üzemanyagtartályokból, fékező rakétahajtóműből, a Lunohod–1-ből, vezérlő-ellenőrző egységből, rádió adó-vevő berendezésből, antennából, állványzatból (lengéscsillapítókkal), stabilizáló egységből (giroszkóp), magasság- és sebességmérőből állt.
1971. október 4-én fejezte be 11 hónapos szolgálatát.

## Külső hivatkozások
- Luna–17. zarya.info. [2022. július 1-i dátummal az eredetiből archiválva]. (Hozzáférés: 2013. január 30.)
- Luna–17. skyrocket.de. (Hozzáférés: 2013. január 30.)
- Luna–17. astronautix.com. (Hozzáférés: 2013. január 30.)
- Luna–17. ib.cas.cz. [2013. október 13-i dátummal az eredetiből archiválva]. (Hozzáférés: 2013. január 30.)
- Luna–17. nasa.gov. (Hozzáférés: 2013. január 31.)
- A Luna–17 a tervező és gyártó NPO Lavocskin honlapján (oroszul)